# Zuckerrübe (Heraldik)

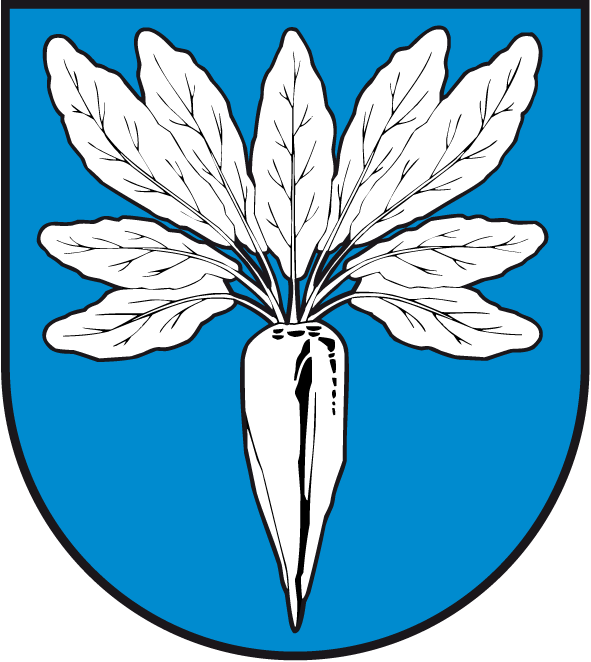
Zuckerrübe im Wappen von Zuckerdorf Klein Wanzleben

Die Zuckerrübe ist in der Heraldik eine gemeine Wappenfigur. Sie ist eher selten im Wappen oder Feld anzutreffen.
Dargestellt wird ein kegeliger Pflanzenkörper, der sich zum Schildfuß hin verjüngt. Oben auf dem Rübenkörper ranken noch häufig Blätter der Pflanze. Als heraldische Farben werden Silber oder Gold bevorzugt, schließen aber andere Tinkturen nicht aus. In der Wappenbeschreibung sind die Merkmale, wie Lageabweichung, Farbe der Rübe und der Blätter und deren Anzahl zu erwähnen. Verwechslungen mit anderen Rüben im Wappen sind nicht auszuschließen.